# Fat Albert and the Cosby Kids
O Gordo Alberto e a turma Cosby(título no Brasil) ou As Novas Aventuras do Alberto Bola(título no Portugal) é uma série animada criada, produzida e dirigida pelo comediante Bill Cosby, que também emprestou sua voz para alguns personagens.
Esse foi um dos desenhos com mais temporadas da Filmation pois estreou em 1972 e foi encerrado quando a crise na Filmation já tinha comecado a se agravar no ano de 1985.
No Brasil, a série animada emitiu no Cartoon Network e no Boomerang.
Em Portugal, emitiu na RTP2 no bloco Zig Zag.

## Sinopse
O show, baseado em lembranças da infância tem como personagem principal da trama, Albert. Esse personagem é responsável pela popularizaçao da giria "Hey hey hey!", entre as crianças estadunidenses.

## Personagens

### "Fat" Albert Jackson
Dublado por Bill Cosby e por Michael Gray nas canções é baseado no amigo de infância de Cosby, Albert Robertson. O personagem principal da série, ele é geralmente a consciência da Turma do Ferro Velho. Apesar de muito obeso, ele é atlético e goza de praticar esportes. Cívico e sábio além de seus anos, Fat Albert trabalha duro para manter a integridade do grupo e com os outros, e é o vocalista, bem como um tocador de gaita-acordeão (feita a partir de um funil, radiador e um airbag) na Banda do Ferro Velho e na ocasião, desempenha o estrado.

### Mudinho
Dublado por Bill Cosby é o que fala tudo não sabe falar nada vestindo um chapéu vermelho de malha e um lenço azul que sempre fala em ubbi dubbi. Ele toca uma guitarra baixo caseiro na Banda do Ferro Velho.

### Donald Burro
Dublado por Lou Scheimer é um magricelo, Ele sempre usa uma camisa de manga comprida verde com três tamanhos muito grandes, e um gorro rosa cobrindo todo o rosto, exceto os olhos e da boca. Na banda do Ferro Velho, ele interpreta um trombone feita de tubo de encanadores e um chifre corriola de uma velha vitrola.

### William "Bill" Cosby
Dublado por Bill Cosby é um personagem baseado no próprio Bill Cosby. Como os outros, Bill é um bom atleta e gosta de praticar esportes. No entanto, ele passa a maior parte do seu tempo tentando, muitas vezes, sem sucesso, para manter seu irmão Russell fora do problema. Como Fat Albert, Bill é muitas vezes uma voz da razão na gangue, embora às vezes um pouco mais teimoso. Na banda do Ferro Velho, ele toca bateria caseira feitos a partir de uma lata de lixo com um pé-pedal descartado e pode usar colheres como varas.

### Harold "Estranho"
Dublado por Gerald Edwards é um Garoto magro e alto,ele é o mais alto da banda do Ferro Velho e sempre usa um blazer vestido bege, uma meia marrom em um pé e uma meia vermelha sobre o outro, ele é  muito desajeitado. Na banda do Ferro Velho, ele toca uma harpa feita a partir de molas da cama, e na ocasião desempenha uma "manequim costureira" na seção de percussão.

### Rudolph "Rudy" Davis
Dublado de Eric Suter é um garoto bem vestido, com fala suave afiada e arrogante cuja atitude espertinha freqüentemente o coloca em perigo. Rudy tem uma atitude arrogante e atitude de desprezo e são muitas vezes o catalisador para o conflito de um enredo típico. Mas por dentro ele tem um bom coração e geralmente aprende lições de seus erros. Na banda do Ferro Velho, ele interpreta um banjo improvisado, cujas partes incluem uma alça de cabo de vassoura e carretel de fios de costura para segurar as cordas. No entanto, quando mostrado jogando para além dos outros, Rudy joga uma guitarra elétrica (personalizado com um grande "R"). Ele veste uma boné plano laranja, colete roxo, gola alta rosa, calça jeans boca de sino regulares, e botas. A personalidade de Rudy no filme Fat Albert é muito diferente como ele é retratado como um garoto tímido, de bom coração, cavalheiro que se apaixona com a personagem feminina Doris (Kyla Pratt).

### Bucky
Dublado por Jan Crawford, como seu nome indica, tem uma grande sobremordida. Ele é um atleta rápido e flexível. Bucky desempenha um órgão de tubos de fogão na Banda do Ferro Velho.

### Russell Cosby
Dublado por Jan Crawford é o irmão mais novo de Bill (com base na sua vida real do irmão, a quem muitas vezes ele falou em suas rotinas) e o menor e mais jovem da banda do Ferro Velho. Ele sempre usa um casaco pesado, botas e um chapéu Ushanka de inverno independentemente do tempo. Russell tem uma propensão para fazer comentários sarcásticos e observações contundentes (para grande consternação de seu irmão mais velho). Russell freqüentemente critica Rudy, reservando seus insultos mais fulminantes para quando Rudy está sendo especialmente arrogante. Seu slogan é "Não classe." Ele joga o xilofone na Banda do Ferro Velho (feitas de latas vazias e um cabide descartado).

## Filme
Fat Albert and cosby kids Ganhou um filme em Live action no ano de 2004 ''Grande Albert'' e quem Fat Albert e seus amigos Rudy,Donald Burro,Mudinho,Bucky,Horoldo Esquito e Bill saem do seu programa de tv ''Desenho animado'' Para ajudar uma adolescente impopular e infeliz em que sua unica amiga é a sua irma Lauri que Fat Albert acaba se apaixonado,As personagens e ela começam a viver fantásticas aventuras.
Com os atores Kenan Thompson Como Fat Albert , Kyla Pratt Como Doris , Dania Ramírez Como Lauri, Shedrack Anderson III Como Rudy , Keith Robinson Como Bill , Aaron Frazier Como Haroldo Esquisito , Marques Houston Como Donald Burro , Alphonso McAuley Como Bucky , Jermaine Williams Como Mudinh